# Băng tải xích

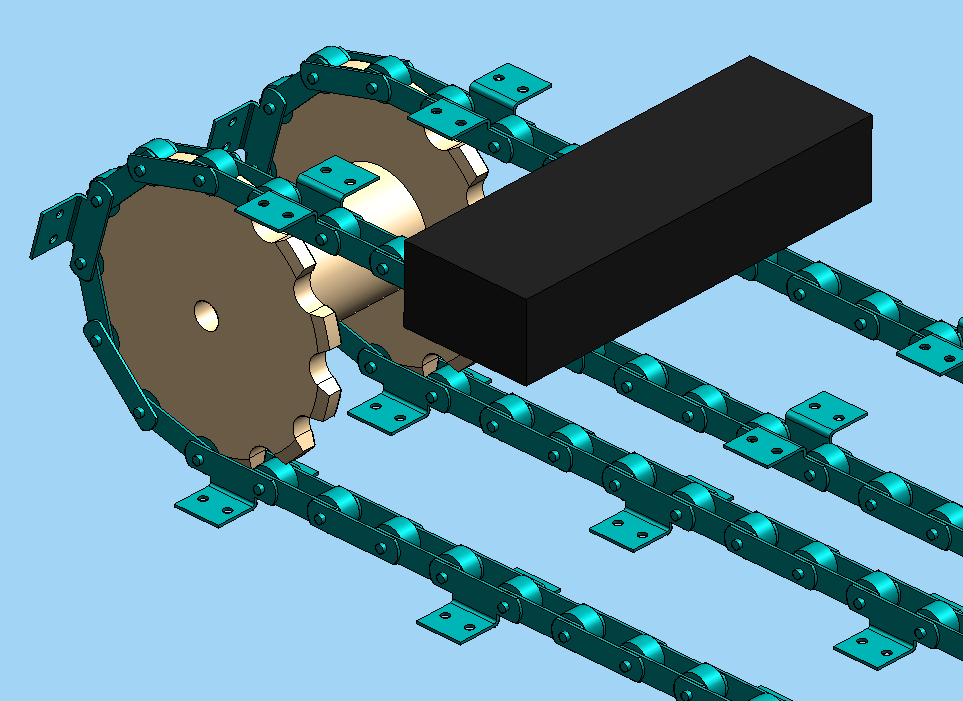
Sơ đồ xích và bánh xích trong hệ thống băng tải

Băng tải xích là một loại hệ thống băng tải dùng để vận chuyển vật liệu trên các dây chuyền sản xuất. Băng tải xích bao gồm các mắt xích nối nhau, chạy trên các rãnh kín, dùng để kéo vật liệu di chuyển liên tục. Băng tải xích có thể được phân loại thành hai loại chính là băng tải xích lưới và băng tải xích tấm.

## Hoạt động
Băng tải xích là thiết bị vận chuyển vật liệu phổ biến trong các nhà máy, xí nghiệp. Nguyên lý hoạt động của băng tải xích dựa trên một chuỗi xích khép kín, vừa truyền động vừa kéo vật liệu đi qua máng. Vật liệu có thể được đẩy trực tiếp bởi xích hoặc qua các bộ phận gắn trên xích. Hai đầu máng có bánh xích để dẫn hướng. Băng tải xích có thể được sử dụng để vận chuyển vật liệu trong khoảng cách lên đến 90 mét (300 ft), tuy nhiên thông thường là dưới 30 mét (98 ft).
Băng tải xích là một hệ thống vận chuyển vật liệu sử dụng xích chạy liên tục và được dẫn động bằng động cơ. Trên xích có gắn các giá treo riêng lẻ để treo vật liệu. Băng tải xích được sử dụng rộng rãi trong các dây chuyền lắp ráp, nhà máy sản xuất, và kho bãi để di chuyển sản phẩm theo một tuyến cố định hoặc khắp cơ sở.